# Robert Firth
Robert Edwin Firth (* 20. Februar 1887 in Birmingham; † 1966) war ein englischer Fußballspieler und -trainer.

## Karriere

### Als Spieler
Firth spielte zu Beginn seiner Karriere ab 1909 für Birmingham City. In der Saison 1909/10 bestritt er neun Spiele in der Football League Second Division und im FA Cup. Sein erstes Ligator schoss er am 10. Dezember 1910 gegen Lincoln City. 1911 verließ Firth das St. Andrew’s und schloss sich zunächst Wellington Town, dann Nottingham Forest an, ehe er im Jahr 1921 von Port Vale unter Vertrag genommen wurde. In der Saison 1921/22 schoss er für den Zweitligisten in 39 Begegnungen fünf Tore und gewann mit seiner Mannschaft den North Staffordshire Infirmary Cup. Am Saisonende verließ er den Klub und spielte fortan für Southend United.

### Als Trainer
Im Jahr 1930 wurde Firth Trainer des spanischen Erstligisten Racing Santander und verpasste mit dem Verein aus Kantabrien am Ende der Saison 1930/31 als Tabellenzweiter nur aufgrund der schlechteren Tordifferenz den Gewinn der Meisterschaft. In der Spielzeit 1931/32 wurde sein Team Vierter. Anschließend wechselte Firth zum Hauptstadtklub Madrid FC und führte diesen in der Saison 1932/33 auf Anhieb zum spanischen Meistertitel und in das Pokalfinale, welches jedoch mit 1:2 gegen das vom Engländer Fred Pentland trainierte Athletic Bilbao verloren ging. Das folgende Spieljahr 1933/34 beendete Madrid auf dem zweiten Rang. Daraufhin verließ Firth den Verein, mit dem er 1933 und 1934 ferner den Campeonato Centro gewonnen hatte.

## Titel und Erfolge
Als Spieler:
- North Staffordshire Infirmary Cup: 1922

Als Trainer:
- Spanischer Meister: 1933
- Campeonato Centro: 1933, 1934